# Manuel Burga Seoane
Manuel Francisco Antonio Burga Seoane, né le 13 octobre 1957 à Chiclayo dans le nord du Pérou, est un avocat et dirigeant péruvien de football, ancien président de la Fédération péruvienne de football de 2002 à 2014.

## Biographie
Devenu avocat en 1987, Burga se lance dans une carrière de dirigeant sportif au sein de la Fédération péruvienne de football (FPF) dont il devient président par intérim en 1991. Il n'exerce que peu de temps cette fonction puisqu'il démissionne quelques mois plus tard, en février 1992.
Il reste à la FPF, cette fois-ci comme secrétaire, sous la présidence de Nicolás Delfino Puccinelli, qui sera son principal mentor. Il prend en charge le football féminin au Pérou. En 1998 il est nommé vice-président de la FPF, fonction qu'il exercera jusqu'en 2002.
Le 4 octobre 2002, il est élu président de la FPF. Réélu à plusieurs reprises, il reste à la tête de la fédération pendant 12 ans, mais son mandat est très décrié en raison des pauvres résultats sportifs de la sélection du Pérou. En outre, en novembre 2008, il doit affronter une suspension de la fédération péruvienne par la FIFA, ce qui n'arrange pas sa cote de popularité auprès de l'opinion publique. En décembre 2014, il préfère ne pas se présenter à un quatrième mandat et est remplacé par Edwin Oviedo (es), qui prend ses fonctions de président de la fédération en janvier 2015. 
Devenu entre-temps dirigeant au sein de la CONMEBOL, Burga est arrêté par la police péruvienne le 3 décembre 2015, dans le cadre du scandale de corruption qui ébranle la FIFA en mai 2015. Réclamé par la justice américaine, il encourt une peine prison allant jusqu'à 20 ans. Des faits de blanchiment d'argent, association de malfaiteurs et fraude électronique lui sont reprochés durant son mandat comme président de la fédération péruvienne de football.
Le 24 novembre 2016, après plusieurs mois de détention préventive, le gouvernement du Pérou ordonne son extradition vers les États-Unis. Il est finalement extradé le 2 décembre 2016. Néanmoins, un peu plus d'un an plus tard, le 26 décembre 2017, il est déclaré innocent par la Cour fédérale de Brooklyn. Cela ne l'empêche pas d'être radié à vie par la FIFA, le 12 novembre 2019, coupable d'avoir reçu des pots-de-vin avoisinant un montant de 6,6 millions de dollars liés aux droits de retransmission de la Copa América et de la Copa Libertadores.